# Hipparchia vanicola
Hipparchia vanicola är en fjärilsart som beskrevs av De Lattin 1950. Hipparchia vanicola ingår i släktet Hipparchia och familjen praktfjärilar. Inga underarter finns listade i Catalogue of Life.